# 屯門碼頭公共運輸交匯處
屯門碼頭公共運輸交匯處是香港新界屯門區屯門碼頭的巴士總站，位於湖翠路海翠花園地面層，鄰近屯門碼頭。現時有8條巴士路線及6條輕鐵路線以此處為總站，另外有3條巴士路線途經此站。

## 歷史
- 1988年7月16日：59A線、59M線由原來蝴蝶邨遷往本站為總站。
- 1988年9月18日：59X線開辦及輕鐵通車服務。
- 1991年7月15日：259B線開辦。
- 1997年7月14日：N260線開辦。
- 2000年11月10日：A73線配合天水圍北發展而開辦。
- 2002年7月14日：506線「巴士化」，由輕鐵路線轉為巴士服務。
- 2007年7月1日：配合深圳灣口岸開幕，城巴B3線開辦。
- 2009年11月9日：A73綫正式永久停辦。
- 2015年12月21日：59S綫正式永久停辦。

## 路線資料

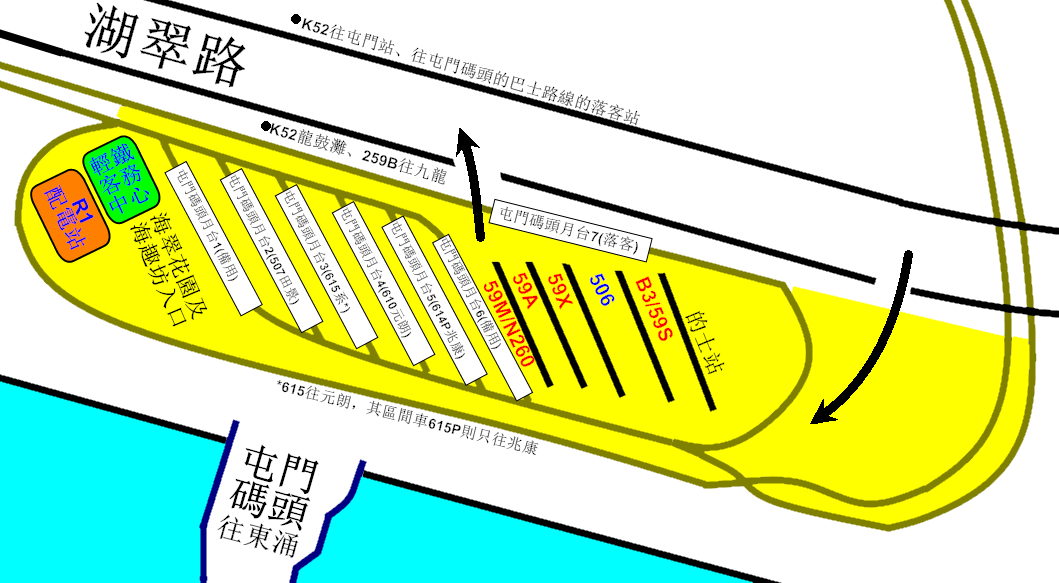
屯門碼頭公共交通交匯處的平面圖

### 九龍巴士259B線
- 屯門碼頭 → 尖沙咀

由九龍巴士營運的一條巴士路線，提供屯門碼頭、蝴蝶邨、新屯門中心、龍門居往旺角、佐敦、尖沙咀的巴士服務。於1991年7月15日開辦。只在平日上午於屯門碼頭開出3班。

### 九龍巴士259R線
- 香港體育館 → 屯門碼頭

由香港體育館往屯門碼頭，只在香港體育館舉行活動散場後行走。

### 九龍巴士59A線
- 屯門碼頭 ↔ 葵芳（葵翠邨）

由九龍巴士營運的一條巴士路線，提供屯門南、新屯門中心、龍門居往來荃灣、葵涌的巴士服務。於1982年9月24日配合湖景邨和蝴蝶邨落成而開辦。1988年7月16日起由蝴蝶邨遷往本站為總站。

### 九龍巴士59M線
- 屯門碼頭 ↔ 荃灣站

由九龍巴士營運的一條巴士路線，提供屯門南、新屯門中心及龍門居往來港鐵荃灣站的接駁巴士服務。於1983年9月25日起開辦。1988年7月16日起由蝴蝶邨遷往本站為總站。

### 九龍巴士59R線
- 佐敦（匯民道） → 屯門碼頭

### 九龍巴士59X線
- 屯門碼頭 ↔ 旺角東站

由九龍巴士營運的一條巴士路線，提供屯門南往來長沙灣及旺角的巴士服務。於1988年9月18日起開辦。

### 九龍巴士N260線
- 屯門碼頭 ↔ 美孚

由九龍巴士營運的一條通宵巴士路線，提供屯門區（屯門南、山景、良田、兆康苑、虹橋、屯門市中心及友愛）往來荃灣、葵涌及美孚的通宵巴士服務。於1997年7月14日起開辦。

### 九龍巴士R260線
- 屯門碼頭→ 尖沙咀（麼地道）

### 九龍巴士SP5A線
- 啟德體育園 → 屯門碼頭

### 城巴B3線
- 屯門碼頭 ↔ 深圳灣口岸

由城巴營運的一條口岸巴士路線，提供屯門碼頭、美樂花園、龍門居、豐景園、恆福花園、兆麟苑、置樂花園及屯門市中心往來深圳灣口岸的口岸巴士服務。於2007年7月1日起開辦。以配合深圳灣口岸啟用及深港西部通道（深圳灣公路大橋及港深西部公路）通車。

### 港鐵巴士506綫
- 屯門碼頭↔兆麟

是由港鐵巴士營運的一條屯馬綫接駁巴士路線，提供屯門碼頭、美樂花園、龍門居往來屯門市中心及安定的巴士服務，原本是用輕鐵行駛的，早在1988年輕鐵通車時已開辦。於2002年7月14日起以配合輕鐵新發站（現稱屯門站）至建安站因進行輕鐵路軌架空工程以配合西鐵接駁，原有的輕鐵506線改由臨時巴士取代，一直取代至今。

## 車坑分佈
| 車坑分佈（以入口最左邊起計） | 車坑分佈（以入口最左邊起計） | 車坑分佈（以入口最左邊起計） |
| 車坑編號                     | 車坑數目                     | 路線                         |
| ---------------------------- | ---------------------------- | ---------------------------- |
| 1                            | 單坑通道                     | 九巴59M、N260線              |
| 2                            | 單坑通道                     | 九巴59A線                    |
| 3                            | 單坑通道                     | 九巴59X線                    |
| 4                            | 雙坑通道                     | 港鐵506線                    |
| 5                            | 單坑通道                     | 城巴B3線                     |
| 6                            | 單坑通道                     | 備用                         |
| 7                            | 單坑通道                     | 的士站                       |
| 8                            | 單坑通道                     | 的士站                       |

## 鄰近地點
| - 屯門碼頭 - 屯門海濱花園 |  | - 海翠花園／海趣坊 - 啟豐園／啟豐商場 |  | - 邁亞美海灣 - 慧豐園 |  | - 湖景邨 - 兆禧苑 |